# Академическая гребля на летних Олимпийских играх 1988 — одиночки (мужчины)
Соревнования среди одиночек по академической гребле среди мужчин на летних Олимпийских играх 1988 года прошли с 19 по 24 сентября в районе Мисари города Ханам, расположенного в 20 км восточнее Сеула. В соревновании приняли участие 22 спортсмена из 22 стран.
Золотую медаль завоевал действующий чемпион мира немец Томас Ланге, ставший первым немецким гребцом, кому удалось выиграть олимпийские соревнования мужчин-одиночек. Серебряная медаль досталась представителю ФРГ Петеру-Михаэлю Кольбе, которая стала для него уже третьей в карьере. Бронзу выиграл новозеландец Эрик Вердонк.
Действующий олимпийский чемпион из Финляндии Пертти Карппинен не смог стать первым в истории гребцом, выигравшим подряд четыре золотых медали Олимпийских игр, причём ему даже не удалось пробиться в главный финал. В итоговом протоколе Карппинен занял лишь 7-е место.
Спортсмены из Филиппин и Кувейта на Играх в Сеуле дебютировали в соревнованиях по академической гребле, причём для кувейтцев это выступление осталось единственным в истории страны.

## Призёры
| Золото          | Серебро                  | Бронза                      |
| Томас Ланге ГДР | Петер-Михаэль Кольбе ФРГ | Эрик Вердонк Новая Зеландия |

## Рекорды
До начала летних Олимпийских игр 1988 года лучшее олимпийское время было следующим:
| Лучшее олимпийское время | Спортсмен      | Время    | Место    | Дата         |
| ------------------------ | -------------- | -------- | -------- | ------------ |
| Лучшее олимпийское время | Шейн Дри (IRL) | 06:52,46 | Монреаль | 23 июля 1976 |

## Расписание
| Дата        | Раунд                  |
| ----------- | ---------------------- |
| 19 сентября | Предварительные заезды |
| 21 сентября | Отборочные заезды      |
| 22 сентября | Полуфиналы             |
| 23 сентября | Малый финал            |
| 24 сентября | Финал A                |

## Соревнование

### Предварительный этап
Победитель каждого заезда проходит в полуфинал соревнований. Все остальные спортсмены попадали в утешительные заезды, где были разыграны ещё 8 полуфинальных мест.

#### Заезд 1
| Место | Спортсмен            | Страна      | Время   | Отставание | Примечания |
| ----- | -------------------- | ----------- | ------- | ---------- | ---------- |
| 1     | Томас Ланге          | ГДР         | 7:03,25 | +0,00      | SF         |
| 2     | Эндрю Саддат         | США         | 7:05,61 | +2,36      | R          |
| 3     | Петер-Михаэль Кольбе | ФРГ         | 7:12,35 | +9,10      | R          |
| 4     | Каетан Броневский    | Польша      | 7:13,77 | +10,52     | R          |
| 5     | Хенк-Ян Зволле       | Нидерланды  | 7:29,68 | +26,43     | R          |
| 6     | Хуан Феликс          | Пуэрто-Рико | 7:55,46 | +52,21     | R          |

#### Заезд 2
| Место | Спортсмен       | Страна    | Время   | Отставание | Примечания |
| ----- | --------------- | --------- | ------- | ---------- | ---------- |
| 1     | Хэмиш Макглэшан | Австралия | 7:25,26 | +0,00      | SF         |
| 2     | Хесус Поссе     | Уругвай   | 7:37,92 | +12,66     | R          |
| 3     | Юри Яансон      | СССР      | 7:41,28 | +16,02     | R          |
| 4     | Масахиро Саката | Япония    | 7:43,67 | +18,41     | R          |
| 5     | Гордон Генри    | Канада    | 7:51,83 | +26,57     | R          |
| 6     | Эдгардо Маэрина | Филиппины | 8:54,90 | +1:29,64   | R          |

#### Заезд 3
| Место | Спортсмен          | Страна         | Время   | Отставание | Примечания |
| ----- | ------------------ | -------------- | ------- | ---------- | ---------- |
| 1     | Эрик Вердонк       | Новая Зеландия | 7:18,69 | +0,00      | SF         |
| 2     | Паскаль Боди       | Франция        | 7:26,12 | +7,43      | R          |
| 3     | Дирк Круа          | Бельгия        | 7:34,74 | +16,05     | R          |
| 4     | Джованни Калабрезе | Италия         | 7:45,02 | +26,33     | R          |
| 5     | Денис Мариньо      | Бразилия       | 7:48,33 | +29,64     | R          |

#### Заезд 4
| Место | Спортсмен          | Страна           | Время   | Отставание | Примечания |
| ----- | ------------------ | ---------------- | ------- | ---------- | ---------- |
| 1     | Фредрик Хультен    | Швеция           | 7:12,98 | +0,00      | SF         |
| 2     | Пертти Карппинен   | Финляндия        | 7:24,72 | +11,74     | R          |
| 3     | Арнольд Йонке      | Австрия          | 7:30,45 | +17,47     | R          |
| 4     | Лим Кюн Сук        | Республика Корея | 7:39,94 | +26,96     | R          |
| 5     | Валид Аль-Мохаммад | Кувейт           | 8:05,35 | +52,37     | R          |

### Отборочные заезды
Из каждого отборочного заезда в полуфинал проходило по два спортсмена. Остальные гребцы выбывали из соревнований.

#### Заезд 1
| Место | Спортсмен        | Страна     | Время   | Отставание | Примечания |
| ----- | ---------------- | ---------- | ------- | ---------- | ---------- |
| 1     | Пертти Карппинен | Финляндия  | 7:14,91 | +0,00      | SF         |
| 2     | Хенк-Ян Зволле   | Нидерланды | 7:16,23 | +1,32      | SF         |
| 3     | Дирк Круа        | Бельгия    | 7:19,94 | +5,03      |            |
| 4     | Масахиро Саката  | Япония     | 7:26,66 | +11,75     |            |

#### Заезд 2
| Место | Спортсмен          | Страна  | Время   | Отставание | Примечания |
| ----- | ------------------ | ------- | ------- | ---------- | ---------- |
| 1     | Юри Яансон         | СССР    | 7:04,04 | +0,00      | SF         |
| 2     | Каетан Броневский  | Польша  | 7:04,39 | +0,35      | SF         |
| 3     | Паскаль Боди       | Франция | 7:05,80 | +1,76      |            |
| 4     | Валид Аль-Мохаммад | Кувейт  | 8:15,16 | +1:11,12   |            |

#### Заезд 3
| Место | Спортсмен            | Страна           | Время   | Отставание | Примечания |
| ----- | -------------------- | ---------------- | ------- | ---------- | ---------- |
| 1     | Петер-Михаэль Кольбе | ФРГ              | 7:12,27 | +0,00      | SF         |
| 2     | Хесус Поссе          | Уругвай          | 7:17,43 | +5,16      | SF         |
| 3     | Денис Мариньо        | Бразилия         | 7:22,84 | +10,57     |            |
| 4     | Лим Кюн Сук          | Республика Корея | 7:46,40 | +34,13     |            |
| 5     | Эдгардо Маэрина      | Филиппины        | 8:27,02 | +1:14,75   |            |

#### Заезд 4
| Место | Спортсмен          | Страна      | Время   | Отставание | Примечания |
| ----- | ------------------ | ----------- | ------- | ---------- | ---------- |
| 1     | Эндрю Саддат       | США         | 7:05,52 | +0,00      | SF         |
| 2     | Джованни Калабрезе | Италия      | 7:12,93 | +7,41      | SF         |
| 3     | Арнольд Йонке      | Австрия     | 7:18,29 | +12,77     |            |
| 4     | Хуан Феликс        | Пуэрто-Рико | 7:18,77 | +13,25     |            |
| 5     | Гордон Генри       | Канада      | 7:37,48 | +31,96     |            |

### Полуфиналы
Первые три спортсмена из каждого заезда проходили в финал соревнований, остальные попадали в малый финал.

#### Заезд 1
| Место | Спортсмен      | Страна         | Время   | Отставание | Примечания |
| ----- | -------------- | -------------- | ------- | ---------- | ---------- |
| 1     | Томас Ланге    | ГДР            | 6:58,65 | +0,00      | FA         |
| 2     | Эндрю Саддат   | США            | 6:59,70 | +1,05      | FA         |
| 3     | Эрик Вердонк   | Новая Зеландия | 7:11,98 | +13,33     | FA         |
| 4     | Хесус Поссе    | Уругвай        | 7:27,43 | +28,78     | FB         |
| 5     | Хенк-Ян Зволле | Нидерланды     | 7:30,45 | +31,80     | FB         |
| 6     | Юри Яансон     | СССР           | 7:32,51 | +33,86     | FB         |

#### Заезд 2
| Место | Спортсмен            | Страна    | Время   | Отставание | Примечания |
| ----- | -------------------- | --------- | ------- | ---------- | ---------- |
| 1     | Петер-Михаэль Кольбе | ФРГ       | 7:01,76 | +0,00      | FA         |
| 2     | Хэмиш Макглэшан      | Австралия | 7:03,40 | +1,64      | FA         |
| 3     | Каетан Броневский    | Польша    | 7:03,90 | +2,14      | FA         |
| 4     | Фредрик Хультен      | Швеция    | 7:04,36 | +2,60      | FB         |
| 5     | Джованни Калабрезе   | Италия    | 7:23,69 | +21,93     | FB         |
| 6     | Пертти Карппинен     | Финляндия | 7:32,78 | +31,02     | FB         |

### Финалы

#### Малый финал
| Место | Спортсмен          | Страна     | Время   | Отставание | Итоговое место |
| ----- | ------------------ | ---------- | ------- | ---------- | -------------- |
| 1     | Пертти Карппинен   | Финляндия  | 7:34,37 | +0,00      | 7              |
| 2     | Юри Яансон         | СССР       | 7:35,09 | +0,72      | 8              |
| 3     | Фредрик Хультен    | Швеция     | 7:40,07 | +5,70      | 9              |
| 4     | Джованни Калабрезе | Италия     | 7:43,31 | +8,94      | 10             |
| 5     | Хесус Поссе        | Уругвай    | 7:44,18 | +9,81      | 11             |
| 6     | Хенк-Ян Зволле     | Нидерланды | 7:44,92 | +10,55     | 12             |

#### Финал A
Финал соревнований прошёл без действующего трёхкратного олимпийского чемпиона финна Пертти Карппинен, который не смог преодолеть полуфинальный раунд. В отсутствии Карппинена борьба за золотую медаль должна была развернуться между двумя немцами: двукратным серебряным призёром Олимпийских игр Петером-Михаэлем Кольбе и молодым действующим чемпионом мира Томасом Ланге. С первых метров дистанции оба этих спортсмена легко начали отрываться от остальных гребцов. Уже к отметке 500 метров их преимущество над ближайшим преследователем Каетаном Броневским из Польши составляло почти 3 секунды. К середине дистанции лидерство захватил Кольбе, опережавший Ланге почти на секунду, однако, как и на предыдущих своих Играх Кольбе на второй половине дистанции начал терять скорость, в результате чего Ланге уверенно обошёл своего соперника из ФРГ и завершил гонку с новым лучшим олимпийским временем (6:49,86), побив результат ирландского гребца Шейна Дри, продержавшегося 12 лет. На финише Кольбе проиграл Томасу Ланге почти 5 секунд, однако ему хватило задела, созданного на первой половине дистанции, чтобы выиграть свою третью серебряную медаль. Бронза досталась новозеландцу Эрику Вердонку.
| Место | Спортсмен            | Страна         | Время      | Отставание |
| ----- | -------------------- | -------------- | ---------- | ---------- |
| 1     | Томас Ланге          | ГДР            | 6:49,86 OB | +0,00      |
| 2     | Петер-Михаэль Кольбе | ФРГ            | 6:54,77    | +4,91      |
| 3     | Эрик Вердонк         | Новая Зеландия | 6:58,66    | +8,80      |
| 4     | Хэмиш Макглэшан      | Австралия      | 7:01,43    | +11,57     |
| 5     | Каетан Броневский    | Польша         | 7:03,67    | +13,81     |
| 6     | Эндрю Саддат         | США            | 7:11,45    | +21,59     |